# Zeuxine dhanikariana
Zeuxine dhanikariana là một loài thực vật có hoa trong họ Lan. Loài này được Maina, Lalitha & Sreek. mô tả khoa học đầu tiên năm 2001.